# Schietend Schip

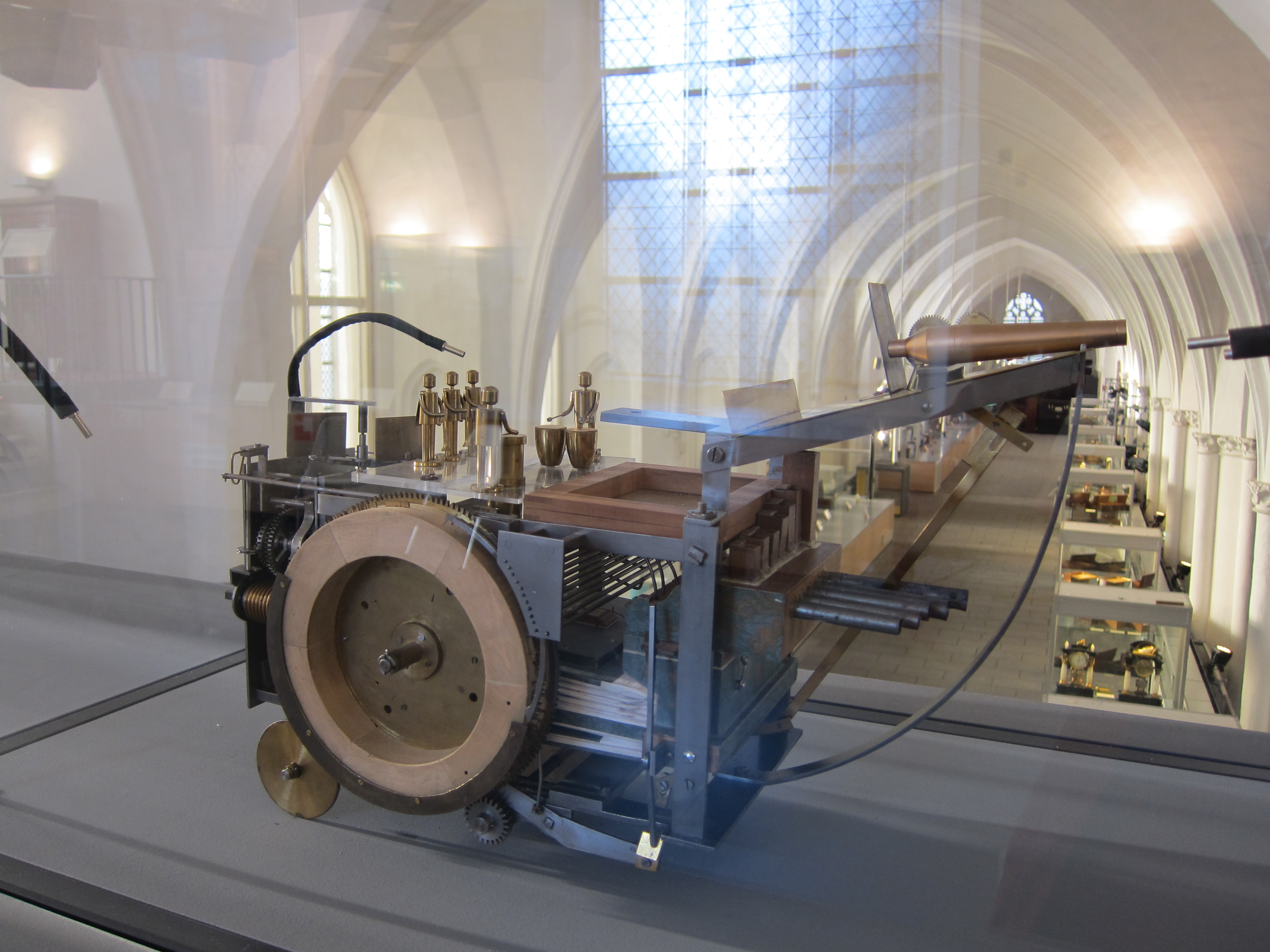
Schietend Schip.

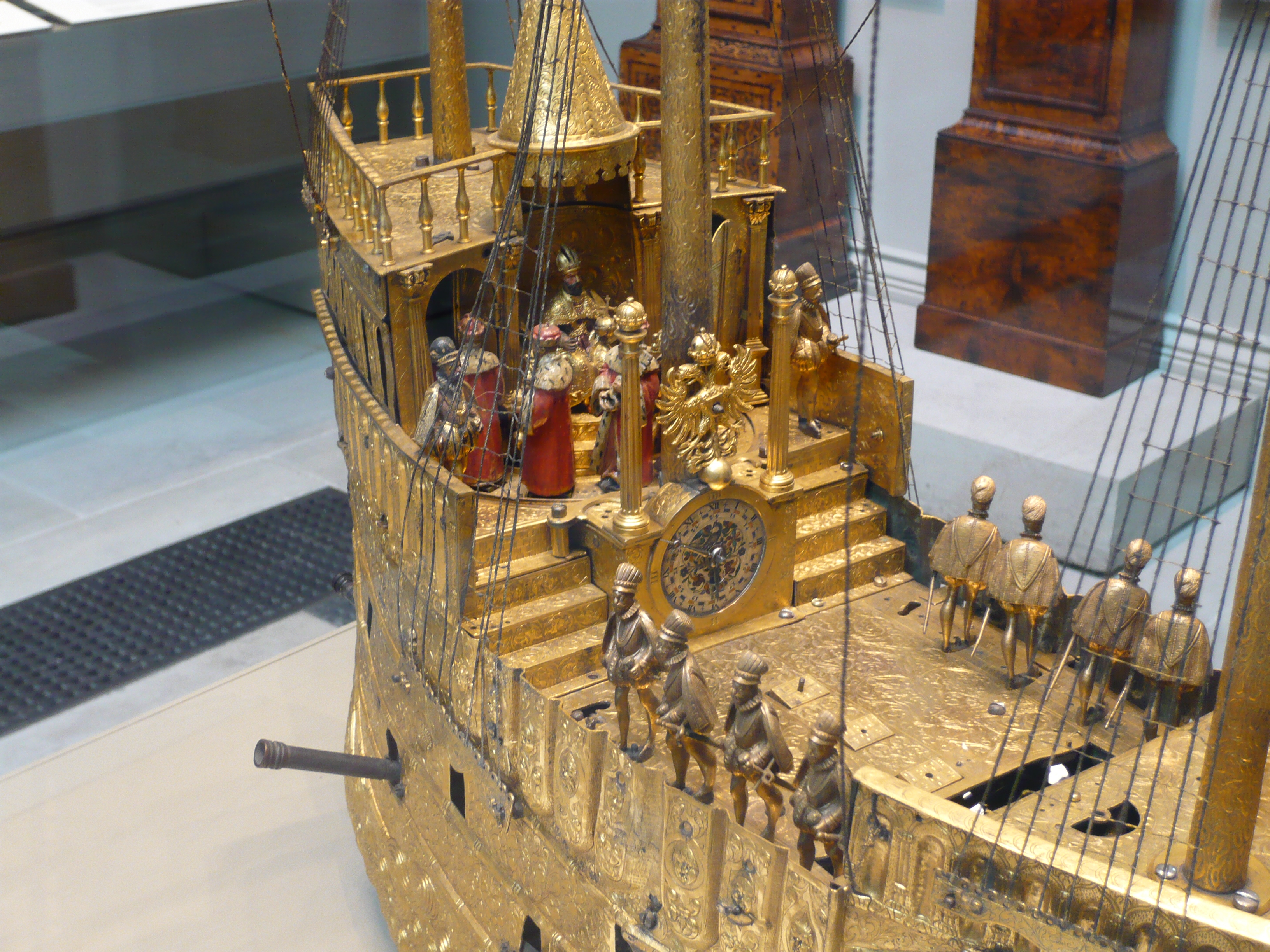
Detail van een oorspronkelijk instrument.

Het Schietend Schip is een werkend model van een mechanisch muziekinstrument dat voorzien is van een schietend miniatuurkanon.
Het model is gebaseerd op de instrumenten zoals ze rond 1600 werden vervaardigd. Een handjevol van de oorspronkelijke instrumenten is nog bewaard gebleven maar die zijn alle niet meer (volledig) in werking. De replica is omstreeks 2000 gemaakt en maakt deel uit van de collectie van het Nederlandse Museum Speelklok. In werking verplaatst het schip zich en speelt onderwijl muziek. Aan boord bevindt zich een geladen kanon dat afgevuurd wordt.